# Onthophagus ngottoensis
Onthophagus ngottoensis es una especie de insecto del género Onthophagus, familia Scarabaeidae, orden Coleoptera.

## Historia
Fue descrita científicamente por Moretto & Nicolas en 2002.